# Прибойна
Прибо̀йна или Пробо̀йна (на гръцки: Βουνόχωρο, Вунохоро, катаревуса Βουνόχωρον, Вунохорон, до 1927 година, Πριμπόινα, Приобойна) е обезлюдено село в Република Гърция, разположено на територията на дем Драма, област Източна Македония и Тракия.

## География
Прибойна се намира на югозападните склонове на Родопите и попада в историко-географската област Чеч. Съседните му села са Рашово, Колярба, Мъждел и Либан. Селото е разположено в долината между върховете Прибойна – 1101 метра и Кастаниес – 924 метра. През селото минава малка рекичка, която се влива в Мъжделската река.

## История

### Етимология
Според Йордан Н. Иванов името на селото е от съществителното прибой, вир и завършек като Поройна, Плявня, Трявна, Клепушна. С такива имена се обозначават места, където реката се бие о стръмни скали. Сравнимо река Прибойница, ляв приток на Искър.

### В Османската империя
В съкратен регистър на тимари, зиамети и хасове в ливата Паша от 1519 година село Прибойна е вписано както следва - мюсюлмани: 35 домакинства, неженени - 24; немюсюлмани: 32 домакинства, неженени - 3. В съкратен регистър на санджаците Паша, Кюстендил, Вълчитрън, Призрен, Аладжа хисар, Херск, Изворник и Босна от 1530 година са регистрирани броят на мюсюлманите и немюсюлманите в населените места. Регистрирано е и село Прибойна с мюсюлмани: 25 домакинства, неженени - 35; немюсюлмани: 6 домакинства, вдовици - 2. В подробен регистър на санджака Паша от 1569-70 година е отразено данъкоплатното население на Прибойна заедно с махалата Евренослу както следва: мюсюлмани - 25 семейства и 36 неженени мюсюлмани. В подробен регистър за събирането на данъка авариз от казата Неврокоп за 1723 година от село Прибойне са зачислени 27 мюсюлмански домакинства.
В XIX век Прибойна е мюсюлманско село в Неврокопска каза на Османската империя. В „Етнография на вилаетите Адрианопол, Монастир и Салоника“, издадена в Константинопол в 1878 година и отразяваща статистиката на населението от 1873 година, Пробойна (Proboïna) е посочено като село с 32 домакинства и 90 жители помаци. Според Стефан Веркович към края на XIX век Прибойна (Пробойна) има помашко мъжко население 109 души, което живее в 32 къщи.
Съгласно статистиката на Васил Кънчов („Македония. Етнография и статистика“) към 1900 година в Прибойна живеят 230 българи мохамедани в 60 къщи.

### В Гърция
През Балканската война в 1912 година в селото влизат български части. По данни на Българската православна църква, към края на 1912 и началото на 1913 година в Прибойна живеят 93 семейства или общо 460 души.
След Междусъюзническата война в 1913 година Прибойна попада в Гърция. Според гръцката статистика, през 1913 година в Прибойна (Πριμπόινα) живеят 475 души.
През 1923 година жителите на Прибойна като мюсюлмани по силата на Лозанския договор са изселени в Турция и на тяхно място са заселени гърци бежанци. През 1927 година името на селото е сменено от Прибойна (Πριμπόινα) на Вунохоро (Βουνόχωρο), което означава „планинско село“. Към 1928 година в Прибойна (Πριμπόινα, Βουνόχωρον) има 15 гръцки семейства с 54 души - бежанци. Но климатът и планинският терен не се харесват на гръцките бежанци, пристигащи от плодородната Източна Тракия и те изоставят селото след известно време, заселвайки се в по-богати региони на страната.
| Година    | 1913 | 1920 | 1928 | 1940 | 1951 | 1961 | 1971 | 1981 | 1991 | 2001 | 2011 | 2021 |
| --------- | ---- | ---- | ---- | ---- | ---- | ---- | ---- | ---- | ---- | ---- | ---- | ---- |
| Население | 475  | 446  | 76   |      |      |      |      |      |      |      |      |      |